# Site patrimonial de la Visitation
Le site patrimonial de la Visitation est situé à Québec, dans l'arrondissement de Sainte-Foy–Sillery–Cap-Rouge, à l'angle de la route de l'Église et du chemin Sainte-Foy. C'est un site historique classé (SHC) depuis 1978, dont la protection patrimoniale et culturelle est assurée par le ministère de la Culture du Québec.
S'y trouvent :
- les vestiges de l'église Notre-Dame-de-Foy
- son presbytère
- la section nord du cimetière paroissial
- un charnier
- un parc et un jardin
- un expo-théâtre.

## Étymologie
Le nom de la Visitation vient de l'église de la Visitation aujourd'hui en ruine sur le site. Visitation  fait référence à  un épisode de la vie de Marie de Nazareth. La fête catholique qui le rappelle est la Visitation de la Vierge Marie.

## Histoire du site
En 1668, les Jésuites de la mission de Sillery construisent une chapelle d'écorce pour les amérindiens et les colons français près de la route du Vallon. Ils construiront l'année suivante une chapelle de bois dédiée à Notre-Dame de Sainte-Foy.
En 1698, un incendie détruit la chapelle. Elle est reconstruite sur un terrain de trois arpents appartenant à Jacques Pinguet de Vaucour.
L'église sera utilisée par les troupes anglaise lors de la bataille de Sainte-Foy en 1760.

## Histoire de l'église
L'église de la Visitation, en pierre, a été construite en 1876. En 1908, on y a ajouté deux statues à la façade : un Sacré-Cœur et un Saint-Michel. En 1914, un incendie fait des dégâts à l'intérieur. On la restaure en y agrandissant le chœur.
Le 12 juin 1977, l'église subit un nouvel incendie. On décide de ne pas la reconstruire.

## Histoire du parc
Le parc et le jardin ont été aménagés après l'incendie de l'église en juin 1977 suivi de trois ans de fouilles archéologiques sur le site.
L'église a conservé sa façade et ses longs pans de mur. La croix du clocher et sa cloche ont été placés tout près dans le parc.